# Богойна
Богойна е село в община Трън, област Перник. Преди подписването на Ньойския договор е било част от разделеното село Петачинци.

## География
Намира се на около 600 метра н.м.в. в Гребен планина. Самото село е разположено на сравнително равнинно място, на брега на река Ерма. Районът е залесен главно с широколистни дървета. Цялото землище на Богойна е защитено по Натура 2000, като попада в защитена зона Руй, чиято цел е опазване на местообитанията на различни растителни и животински видове.

### Води и климат
Река Ерма протича през селото, малко преди да прекоси границата и да премине в Сърбия. С изключениие на Ерма през Богойна не протичат никакви други реки или потоци. Валежите за януари са средно 125 мм, докато средната юлска стойност е около 150 мм. Климатът е между умереноконтинентален и планински, тъй като, макар и Богойна да е разположено ниско, планините около него са с височина около и над 900 метра.
Средната януарска температура тук е около -2 °C. Средната юлска температура е около 18 °C, което е под средното за България.

## История
Селото е било махала на останалото в Сърбия село Петачинци. Богойна бива откъснато след Ньойския мирен договор, като остава със статут на махала до 1995 година, когато бива приет законът за административно-териториално устройство на България.

## Население
Населението е било най-голямо при преброяването от 1946 година, когато са регистрирани 85 жители. След 10 години, при следващото преброяване на населението, жителите са намалели почти три пъти и са около 30. По последни данни в селото живеят 4 души.

## Инфраструктура
Богойна е водоснабдено и електрозахранено. Пътищата до селото са черни – единият от тях тръгва от Ломница, а другият от Банкя.